# マディソン郡 (バージニア州)
マディソン郡（英: Madison County）は、アメリカ合衆国バージニア州の中央部北に位置する郡である。2010年国勢調査での人口は13,308人であり、2000年の12,520人から6.3%増加した。郡庁所在地はマディソン町（人口229人）であり、同郡で唯一の法人化町でもある。

## 歴史
マディソン郡は1792年12月にカルペパー郡から分離して設立された。郡名はラピダン川沿いの土地を所有していたマディソン家に因んで名付けられた。第4代アメリカ合衆国大統領ジェームズ・マディソンはマディソン家の出である。

## 地理
アメリカ合衆国国勢調査局に拠れば、郡域全面積は322平方マイル (830 km2)であり、このうち陸地321平方マイル (830 km2)、水域は0平方マイル (0 km2)で水域率は0.11%である。
マディソン郡西部のかなりの部分がシェナンドー国立公園に入っており、その中には観光客に人気のあるオールドラグ山や、ハーバート・フーヴァー大統領が隠棲したラピダン・キャンプが入っている。

### 主要高規格道路
- アメリカ国道15号線
- アメリカ国道29号線
- バージニア州道230号線
- バージニア州道231号線

### 隣接する郡
- ペイジ郡 - 北西
- ラッパハノック郡 - 北
- カルペパー郡 - 東
- オレンジ郡 - 南東
- グリーン郡 - 南西

### 国立保護地域
- シェナンドー国立公園（部分）

## 人口動態
以下は2000年国勢調査による人口統計データである。
| 基礎データ - 人口: 12,520人 - 世帯数: 4,739 世帯 - 家族数: 3,521 家族 - 人口密度: 15人/km2（39人/mi2） - 住居数: 5,239軒 - 住居密度: 6軒/km2（16軒/mi2） 人種別人口構成 - 白人: 86.71% - アフリカン・アメリカン: 11.41% - ネイティブ・アメリカン: 0.14% - アジア人: 0.50% - 太平洋諸島系: 0.02% - その他の人種: 0.29% - 混血: 0.93% - ヒスパニック・ラテン系: 0.77% 年齢別人口構成 - 18歳未満: 24.1% - 18-24歳: 6.9% - 25-44歳: 27.6% - 45-64歳: 26.4% - 65歳以上: 15.0% - 年齢の中央値: 40歳 - 性比（女性100人あたり男性の人口） - 総人口: 95.0 - 18歳以上: 94.6 | 世帯と家族（対世帯数） - 18歳未満の子供がいる: 30.9% - 結婚・同居している夫婦: 61.4% - 未婚・離婚・死別女性が世帯主: 8.8% - 非家族世帯: 25.7% - 単身世帯: 21.8% - 65歳以上の老人1人暮らし: 9.5% - 平均構成人数 - 世帯: 2.60人 - 家族: 3.03人 収入と家計 - 収入の中央値 - 世帯: 39,856米ドル - 家族: 44,857米ドル - 性別 - 男性: 30,805米ドル - 女性: 24,384米ドル - 人口1人あたり収入: 18,636米ドル - 貧困線以下 - 対人口: 9.6% - 対家族数: 6.9% - 18歳未満: 12.7% - 65歳以上: 10.2% |

## 町
- マディソン - 郡庁所在地

### 未編入の町
| - アカッシュ - アロダ - エイラー - バンコー - ビーバーパーク - ビッグメドウズ - バーントツリー - クリグラーズビル - デカポリス - デュエット | - エリー - エトラン - ファイブフォークス - フレッチャー - フォーズビル - グレイブスミル - ヘイウッド - フッド - キンダーフック - レオン | - ロカストデール - マディソンミルズ - ネザーズ - ノーバム - オニール - オークパーク - オールドラグ - プラッツ - ラディアント - レプトンミルズ - ロシェル | - ルース - シェルビー - シフレットコーナー - シリア - タナーズ - トライム - トワイマンズミル - ユーノ - ウェイランズバーグ - ウルフタウン - ゼウス |

## 教育
マディソン郡公共教育学区では4つの学校に約2,000人の児童生徒が入学している。私立のウッドベリーフォレスト・スクールもある。